# Fagnano Alto
Fagnano Alto är en kommun i provinsen L'Aquila i regionen Abruzzo i Italien. Kommunen hade 407 invånare (2018).